# Anna Maria Millend
Anna Maria Millend (1 de abril de 2004) es una deportista de Estonia que compite en atletismo. Ganó una medalla de plata en el Campeonato Mundial de Atletismo Sub-20 de 2021, en la prueba de 100 m vallas.